# Molophilus flavidus
Molophilus flavidus är en tvåvingeart som beskrevs av Alexander 1914. Molophilus flavidus ingår i släktet Molophilus och familjen småharkrankar. Inga underarter finns listade i Catalogue of Life.